# Agnieszka Grzymska
Agnieszka Grzymska (3 de agosto de 1987) es una deportista polaca que compitió en vela en la clase Formula Kite. Ganó dos medallas en el Campeonato Europeo de Formula Kite, plata en 2014 y bronce en 2015.

## Palmarés internacional
| \| Campeonato Europeo \| Campeonato Europeo \| Campeonato Europeo \| Campeonato Europeo \| \| Año \| Lugar \| Medalla \| Clase \| \| ------------------ \| ------------------ \| ------------------ \| ------------------ \| \| 2014 \| ND ( Polonia) \| Medalla de plata \| Formula Kite \| \| 2015 \| Bozcaada (Turquía) \| Medalla de bronce \| Formula Kite \| |                    |                   |              |
| Campeonato Europeo |                    |                   |              |
| Año | Lugar              | Medalla           | Clase        |
| 2014 | ND ( Polonia)      | Medalla de plata  | Formula Kite |
| 2015 | Bozcaada (Turquía) | Medalla de bronce | Formula Kite |